# Muhallabiden
Die Muhallabiden (arabisch المهلبيون, DMG al-Muhallabīyūn) waren eine Familie aus dem arabischen Stamm der Azd, die während der Umayyaden- und frühen Abbasidenzeit verschiedene Befehlshaber und Statthalter stellte. Sie sind nach Muhallab ibn Abī Sufra benannt, der sich im späten 7. Jahrhundert bei Kämpfen gegen die Azraqiten hervortat und Statthalter von Chorasan wurde. Sein Sohn Yazīd ibn al-Muhallab beerbte ihn in dieser Position, führte jedoch 720 in Basra einen erfolglosen Aufstand gegen die Umayyaden durch, der mit einem Blutbad an seiner Verwandtschaft endete.
Von 771 bis 793 stellten die Muhallabiden die Statthalter der Abbasiden in der Provinz Ifrīqiya. Als solche gewannen sie weitgehende Autonomie vom Kalifat und konnten die arabische Herrschaft gegen den Aufstand der charidschitischen Berber (771–772) behaupten. Die Reichsbildung der Idrisiden in Marokko und der Rustamiden im zentralen Algerien konnten sie allerdings nicht verhindern.
Unter den Muhallabiten kam es zu einem erheblichen wirtschaftlichen und kulturellen Aufschwung der Provinz Ifriqiya. Vor allem die Landwirtschaft erreichte durch den Ausbau von Bewässerungsanlagen eine neue Blüte. Die muhallabidischen Statthalter wurden durch einen Militäraufstand 793 gestürzt. In der folgenden Anarchie setzten sich die von den Abbasiden eingesetzten Aghlabiden durch und gründeten ein eigenständiges Emirat (800–909).